# Escuela de la Lonja

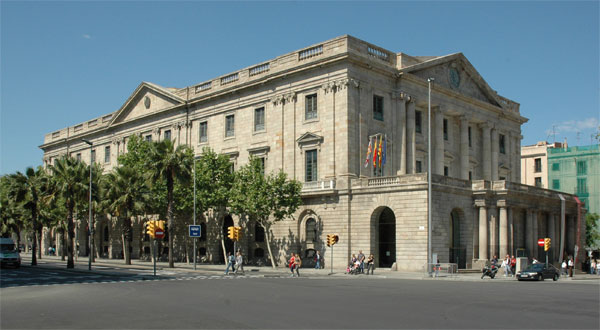
Palacio de la Lonja de Mar, primera ubicación de la Escuela de la Lonja.

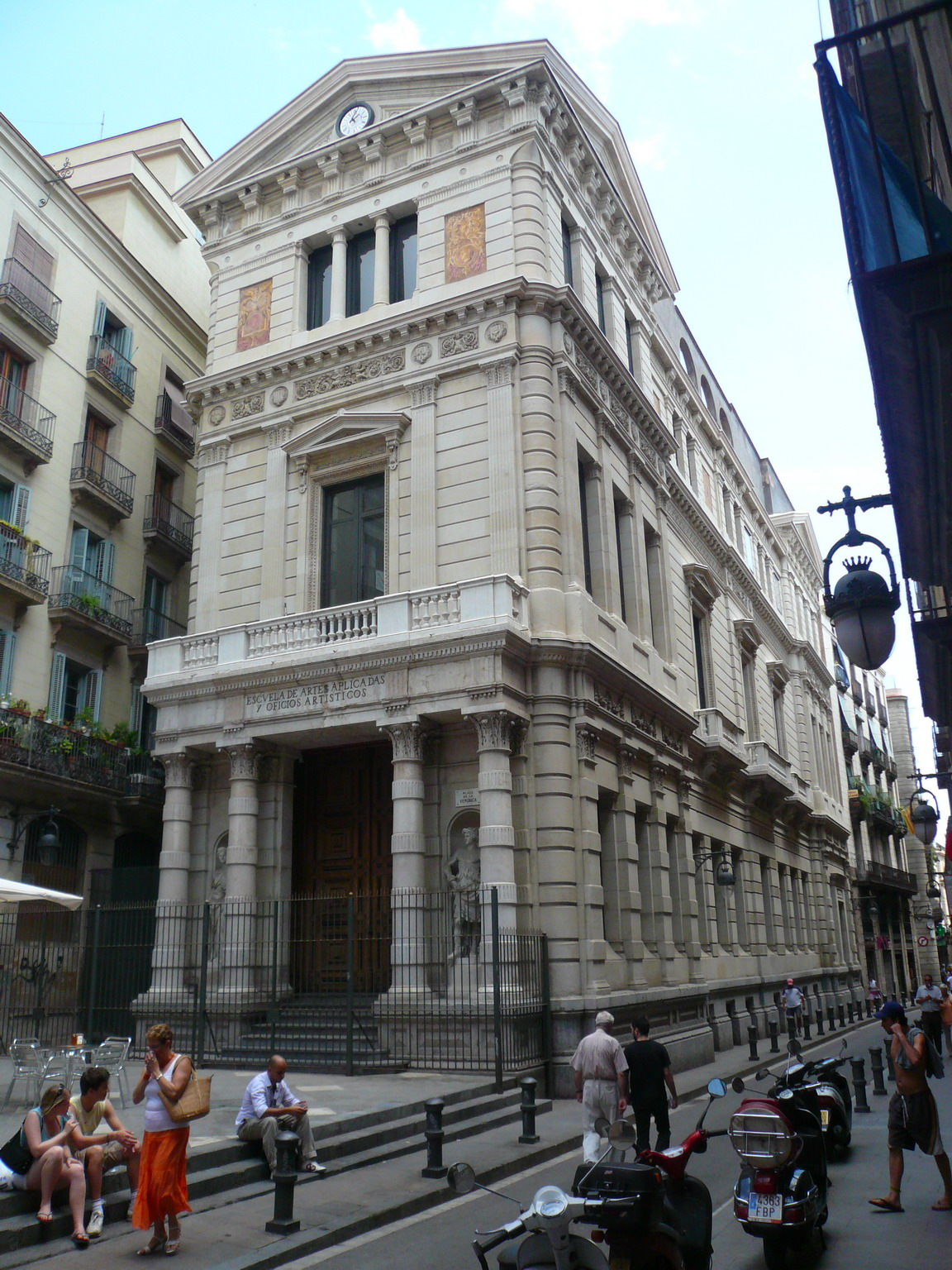
Antigua sede de la Lonja en la Plaza de la Verónica de Barcelona.

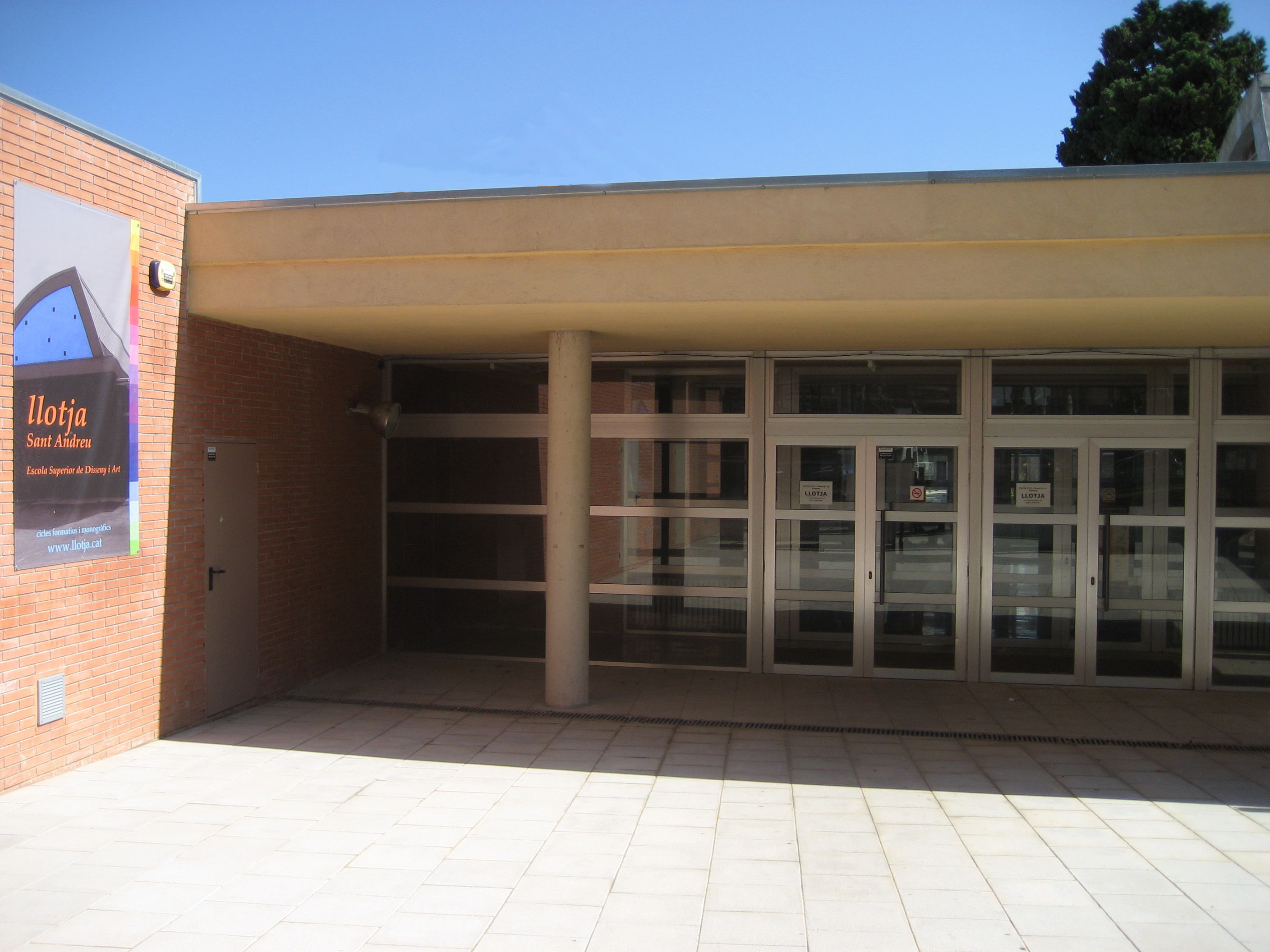
El centro de San Andrés.

La Escuela de Artes y Oficios de Barcelona (en catalán Escola d'Arts i Oficis de Barcelona), también conocida por Escuela de la Lonja, es una escuela de arte y diseño ubicada en Barcelona. Situada inicialmente en el Palacio de la Lonja de Mar de ahí su nombre popular de Escuela de la Lonja (en catalán Escola de la Llotja), fue trasladada en 1967 a la calle Ciutat de Balaguer 17, de Barcelona, teniendo además otro centro en la calle Padre Manyanet 40, del barrio de San Andrés. De su seno surgió la Real Academia Catalana de Bellas Artes de San Jorge. Fue nombrado como primer director el grabador valenciano Pedro Pascual Moles, orientándola hacia el academicismo propugnado por el pintor Anton Raphael Mengs.

## Historia
Fundada en 1775 por la Junta de Comercio de Barcelona con el nombre de Escuela gratuita de diseño, como un centro de formación de artes aplicadas, en principio con vistas a la modalidad de estampación para la industria textil de la seda y el algodón y su aplicación en las "indianas", ampliando su docencia a las artes plásticas. Se ha de precisar que la etapa entre los años 1768 y 1787 fue la de un gran auge de las fábricas de estampación de tejidos 

... a la década de 1780 Barcelona poseía la concentración más grande de Europa en la actividad manufacturera de la estampación de indianas.
James Thompson.

En el año 1817 fue inaugurada una nueva sección dedicada a la Arquitectura.
Las clases eran totalmente gratuitas, facilitando a los alumnos el material que necesitaban así como fueron las becas de pensiones donadas por la academia lo que permitieron a muchos de ellos el desplazamiento a Madrid y a otros centros europeos como Roma y París, donde principalmente se dedicaban a la copia de los grandes maestros, práctica muy usada en la época. La enseñanza impartida fue evolucionando hacia las Bellas Artes y en 1778 pasó a llamarse Escuela de Nobles Artes, en 1790 se extendió con filiales en Olot, Palma de Mallorca, Tárrega, Gerona, Zaragoza y Jaca. Se organizó una primera exposición en 1786 para dar a conocer los trabajos realizados por los alumnos que habían sido premiados, en la exposición celebrada el año siguiente se permitió, tras una solicitud, que presentaran sus obras personas ajenas a la escuela.
En 1850 la escuela pasa a depender de la Academia Provincial de Bellas Artes con el nuevo nombre de Escuela Provincial de Bellas Artes. Pablo Milá Fontanals, catedrático de la escuela Lonja desde el año 1851 y a instancias del Ateneo Catalán (más tarde Ateneo Barcelonés) propuso la realización de un plan de enseñanza artística de las artes industriales que, para mejorar la calidad del diseño, armonizase la belleza con la utilidad. Fue por entonces cuando se incorporaron las especialidades en artes industriales. En 1884 se crea la nueva asignatura de Teoría e Historia de las Bellas Artes Industriales paralela a la existente de Teoría e Historia de las Bellas Artes.  Desde 1858 a 1885 se hizo cargo de la dirección de la Escuela Lonja Claudio Lorenzale que junto con las teorías de Pablo Milá y las influencias que tenían ambos de Friedrich Overbeck, fueron decisivas para la introducción del idealismo purista y una inclinación hacia una aptitud más conservadora junto con métodos pedagógicos opuestos a los académicos. En el curso 1888-89 las bolsas de estudios recayeron entre otros a Evaristo Roca en escenografía y mobiliario y en 1895-96 a Joan Busquets, ambos evolucionaron más tarde hacia el modernismo.

## SigloXXyXXI
La reforma general del año 1900 de los decretos para la enseñanza artística oficial como Escuela Superior de Artes e Industrias y Bellas Artes coincide con un momento crítico de la escuela 

A la Escuela de Barcelona la hallaron los decretos de 1900 en una situación crítica. Dotada de veinticuatro cátedras, algunas de ellas libres, tenía diez vacantes y carecía de recursos para realizar la renovación del material y la reforma del local, que los modernos métodos y la implantación de las enseñanzas establecidas por aquellos decretos exigían.
Soler y Pérez.

Los novecentistas encabezados por Joaquín Folch, veían a la Lonja como una escuela caduca y con una educación artística corriente según un artículo publicado en La Veu de Catalunya.
La Diputación creó un Consejo de Investigación Pedagógica en 1913, el conflicto surgió por la no aceptación de la Escuela ninguna clase de intervención ni reforma propuesta por los noucentistas.
Ángel Ferrant profesor de escultura de la Lonja, en 1920, había estado un tiempo en Viena con una beca para el estudio del sistema educativo artístico austriaco. Presentó un plan de estudios inspirado en los de la Escuela de la Bauhaus, el llamado Plan Ferrant "una de las propuestas más relevantes sobre enseñanza artística generadas en Cataluña y en toda España desde la perspectiva de la modernidad". A pesar de tener una gran aceptación por parte de los alumnos, no se llevó a cabo. Desde el año 1981 la escuela pasa a depender de la Generalidad de Cataluña.
Según Arnau Puig:

... La evolución natural de la sociedad impone, cíclicamente, un replanteamiento de todo el saber y de todas las técnicas. Una escuela pensada desde la perspectiva del diseño -adecuación de la forma de los productos a las exigencias de la sociedad- ha de fomentar, además de un dominio de los procedimientos técnicos actuales, un mayor estímulo de la creatividad, inherente y exigible a toda producción material por la constante y creciente demanda de la sociedad.

### Estudios
- A partir del año 2001 se ofrece enseñanza superior de diplomatura universitaria en cuatro modalidades de diseño: 
  - Gráfico.
  - Productos.
  - Interiores.
  - Moda.
- Ciclos formativos de Grado Superior de Artes Plásticas:
  - Escaparatismo.
  - Proyectos y dirección de obras de decoración.
  - Encuadernación artística.
  - Grabado y técnicas de estampación.
  - Estampaciones y tintajes artísticos.
  - Estilismo de indumentaria.
  - Joyería artística.
  - Esmaltes artísticos al fuego sobre metal.
  - Artes aplicadas al muro.
  - Cerámica artística.
  - Gráfica interactiva.
  - Gráfica publicitaria.
  - Ilustración.
  - Modelismo y maquetismo.
  - Modelismo industrial.
  - Artes aplicadas de la escultura.
- Ciclos formativos de Grado Medio de Artes Plásticas:
  - Arte final de diseño gráfico.
  - Autoedición.
  - Fundición artística y galvanoplastia.
  - Forja artística.
  - Talla artística en madera.
  - Dorado y policromía.

Por sus aulas han pasado algunas de las figuras más representativas del mundo de las artes y del diseño, como los pintores Pablo Picasso, Armando Reverón, Isidre Nonell, Joaquim Mir, Manuel Pallarés, Luis Fraile, Laurent Jiménez-Balaguer, Josep Guinovart, Modest Cuixart, Mariano Fortuny y Joan Hernández Pijuan ; escultores como Damià Campeny, Domènec Talarn, Agapit Vallmitjana i Abarca, Joan Rebull, Frederic Marès y Jaume Plensa; arquitectos como Cèsar Martinell y Óscar Tusquets; ilustradores como Lola Anglada, Apeles Mestres, Mercè Llimona y Sandra Uve; mueblistas como Joan Busquets; diseñadores industriales como Gabriel Teixidó; diseñadores gráficos como Josep Artigues, teóricos como Alexandre Cirici i Pellicer y Arnau Puig e interioristas como Miquel García i Riera, entre otros.